# Brahmina monticola
Brahmina monticola är en skalbaggsart som beskrevs av Kobayashi 1993. Brahmina monticola ingår i släktet Brahmina och familjen Melolonthidae. Inga underarter finns listade.